# Burnopfield
Burnopfield är en ort i Storbritannien.   Den ligger i kommunen Durham i riksdelen England, i den centrala delen av landet, 400 km norr om huvudstaden London. Burnopfield ligger 182 meter över havet och antalet invånare är 3 860.
Terrängen runt Burnopfield är platt åt sydost, men åt nordväst är den kuperad. Runt Burnopfield är det tätbefolkat, med 735 invånare per kvadratkilometer. Närmaste större samhälle är Newcastle upon Tyne, 10,3 km nordost om Burnopfield. I omgivningarna runt Burnopfield växer i huvudsak blandskog.